# CIWS
近接防空システム（英語: Close-in weapon system, CIWS）は、軍艦などにおいて、対艦ミサイルなどに対する近距離防空に用いるため開発された武器システム。縦深防御としての対空戦において最後の防御システム（last ditch）であり、ここで撃ち漏らすと即被害につながるため、高性能・高価格を覚悟で開発されている。

## 概要
第二次世界大戦後、ジェット機への移行に伴って攻撃機が高速化すると、かつて短距離防空を担っていた機関砲の価値は低下し、近接信管（VT信管）に対応するとともに火器管制レーダーとも連動した3–5インチ (76–127 mm)口径の速射砲が対空兵器の主流となっていった。また更に長射程の対空兵器である艦対空ミサイル（SAM）の配備も進み、特にアメリカ海軍においては圧倒的な航空母艦の航空兵力を有することから、ソビエト連邦が対艦ミサイルの開発・配備に力を入れていることがわかったあとでも、その発射母体となる艦艇や攻撃機のほとんどを発射以前に遠距離で排除でき、仮に数発の発射を許したとしても速射砲で撃破できるとの見積もりから、それほどの脅威とは認識していなかった。
しかし消耗戦争中の1967年10月に発生したエイラート事件は、経空脅威に関する西側諸国海軍の認識に一大変革をもたらした。この事件では、旧式とはいえ艦隊駆逐艦において練度十分な乗員が配置につき、攻撃を察知して迎撃を試みたにもかかわらずP-15（SS-N-2）艦対艦ミサイルの被弾を許しており、例え亜音速であっても、小型で低空を飛来してくる新しい経空脅威としての対艦ミサイルの出現に対して、従来型の砲熕兵器やSAMによる防御システムでは不十分であると考えられた。この脅威を最も深刻に受け止めたのがアメリカ海軍であり、対艦ミサイル防御（Anti-ship missile defense, ASMD）能力の重要性を認識して、艦艇の装備・人員・教育訓練などあらゆる面での大改革が実施されることとなった。その一環として、1968年より、短いリアクション・タイムで対艦ミサイルを確実に防御するシステムの実現可能性の検討が開始された。
これによって開発されたのがファランクスCIWSであり、以後、「CIWS」がこの種のシステムの代名詞となっていくことになった。ファランクスでは機関砲と射撃指揮システムを一体化して自動的・自己完結的に対空戦を行えるようにすることでリアクション・タイムの短縮を図っているが、火器管制レーダーなどを機関砲とは分離設置して遠隔運用するシステムも、機能的には近接防空であることから、CIWSに含めるのが一般的である。またファランクスなどではAPDS弾による直撃を重視しているのに対して、エリコン ミレニアムのように、ABM弾によって弾幕を形成するものもある。更には、機関砲に加えて、小型の近接防空ミサイルを併用するシステムも登場している。

## CIWS一覧
- アメリカ合衆国
  - ファランクス - 20mm口径のガトリング砲（M61 バルカン）1基を用いたシステム[1]。
- イタリア
  - ダルド - 70口径40mm連装機関砲を分散設置したシステム[1]。中国人民解放軍海軍では76A式37mm連装機関砲を用いている[6]。
- オランダ
  - ゴールキーパー - 30mm口径のガトリング砲（GAU-8 アヴェンジャー）1基を用いたシステム[1]。
- スイス
  - シーガード - 92口径25mm4連装機関砲を分散設置したシステム[1]。
  - ミレニアム - 35mm口径のリヴォルヴァーカノン（エリコンKDG）を用いたシステム[1]。
- スペイン
  - メロカ - 20mm口径・12砲身式の機関砲1基を用いたシステム[1]。
- ソビエト連邦 /  ロシア
  - ヴィンペル-A - 30mm口径のガトリング砲（AK-630）を分散設置したシステム[1]。単にAK-630と称されることが多い[1][注 1]。
  - コールチク - 30mm口径のガトリング砲（AO-18K）2基と9M311近接防空ミサイル8発を一体化したシステム[1]。
  - パラシュ - 30mm口径のガトリング砲（AO-18K）2基と9M337（英語版）近接防空ミサイル8発を一体化したシステム[1]。
  - パーンツィリ-M - 30mm口径のガトリング砲（AO-18KD）2基と57E6近接防空ミサイル8発を一体化したシステム[1]。
- トルコ
  - ギョクデニズ（英語版） - 35mm連装機関砲を用いたシステム[7]。以前は「Korkut-D」と呼ばれていた[7]。
- 中国
  - 730型（H/PJ-12） - 30mm口径のガトリング砲1基を用いたシステム[1]。
  - 1130型（H/PJ-11） - 730型を元にガトリング砲の砲身を11本まで増やしたシステム[1]。